# Hamadan (provins)
Hamadan (persiska: هَمَدان), även Hamedan (هَمِدان), eller Ostan-e Hamadan (استان همدان), är en provins (ostan) i västra Iran. Den hade 1 738 234 invånare 2016, på en yta av 19 368 km². Administrativt centrum är staden med samma namn, Hamadan. Andra större städer är Malayer och Nahavand.

## Administrativ indelning
Provinsen Hamadan var vid folkräkningen 2016 indelad i 9 delprovinser (shahrestan), i sin tur indelade på ytterligare administrativa nivåer.
- Asadabad
- Bahar
- Hamadan
- Famenin
- Kabudarahang
- Malayer
- Nahavand
- Razan
- Tuyserkan